# Friedrich Riel
Friedrich August Riel (* 1774 in Potsdam; † 1845 in Königsberg i. Pr.) war ein deutscher Komponist und Pianist.

## Leben
Friedrich Riel studierte in Berlin bei Carl Friedrich Christian Fasch und beteiligte sich an dessen neugegründeter Sing-Akademie zu Berlin. Auf Faschs Empfehlung hin wurde er Klavierbegleiter von Friedrich Wilhelm II., der ihn zum Kammermusikus machte. 1798, im Jahr nach Friedrichs Tod, verlegte Riel seinen Wirkungsort nach Königsberg. Mit einem Konzert in Kneiphofs Junkerhof führte er sich ein. Er wirkte als Virtuose sowie als Gesangs- und Klavierlehrer. 1799 gründete er in Königsberg ein Singinstitut nach dem Vorbild Faschs. Mit ihm veranstaltete er alle drei Wochen ein großes Konzert. Von klassischen Oratorien brachte er zum ersten Mal 1802 in der Königsberger Schlosskirche Die Schöpfung. 1803 wurde er an der Schlosskirche zum Hofkantor ernannt. Verbunden war damit auch das Organistenamt. Friedrich Wilhelm III. ernannte ihn 1805 zum Kgl. Musikdirektor. Er war der führende Musiker der Königlichen Haupt- und Residenzstadt in Preußen. Romantische Opern von Louis Spohr und Carl Maria von Weber brachte er erstmals zur Aufführung. Von seinen Kompositionen erschien eine Serenade für Gesang und Klavier bei Breitkopf & Härtel.